# Pluchea
 Pluchea   Cass., 1817 è un genere di piante angiosperme dicotiledoni della famiglia delle Asteraceae, sottofamiglia Asteroideae, tribù Inuleae e sottotribù Plucheinae.

## Etimologia
Il nome del genere è stato dato in onore dell'abate N. A. Pluche (1688–1761), naturalista francese.
Il nome scientifico del genere è stato definito dal botanico Alexandre Henri Gabriel de Cassini (1781-1832) nella pubblicazione " Bulletin des Sciences, par la Société Philomatique" (  Bull. Sci. Soc. Philom. Paris 1817: 31) del 1817.

## Descrizione

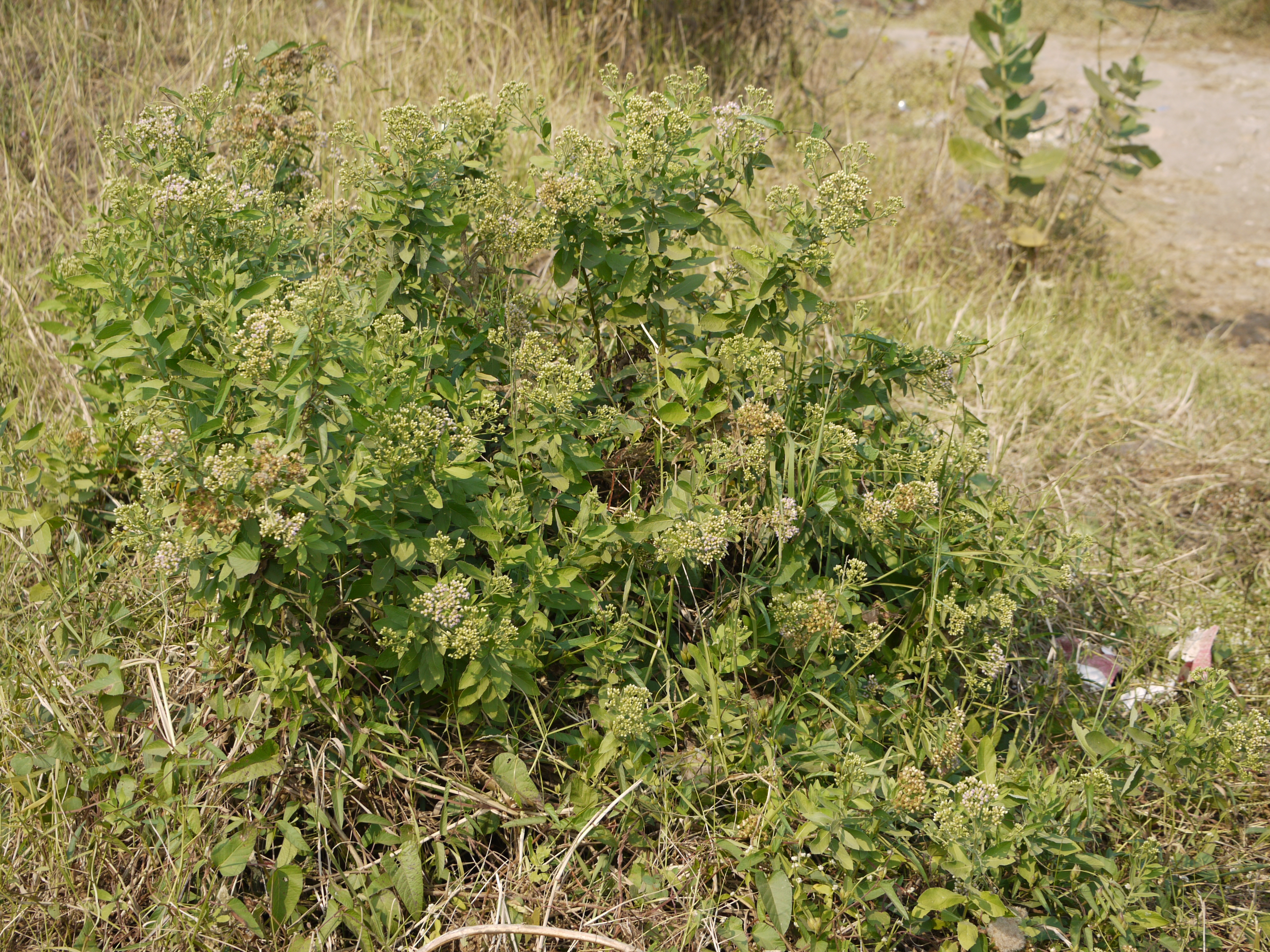
Il portamento
Pluchea ovalis

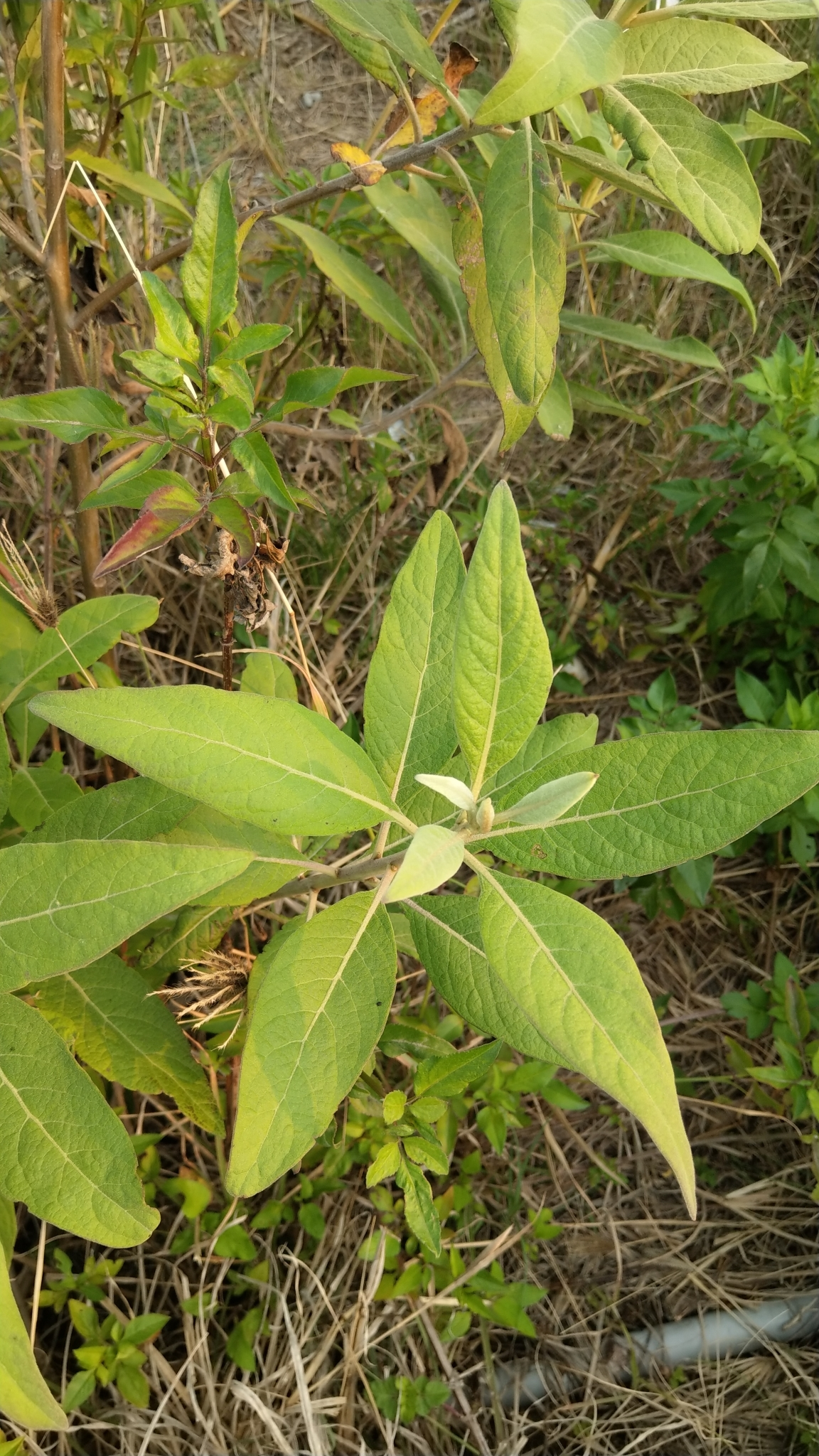
Le foglie
Pluchea carolinensis

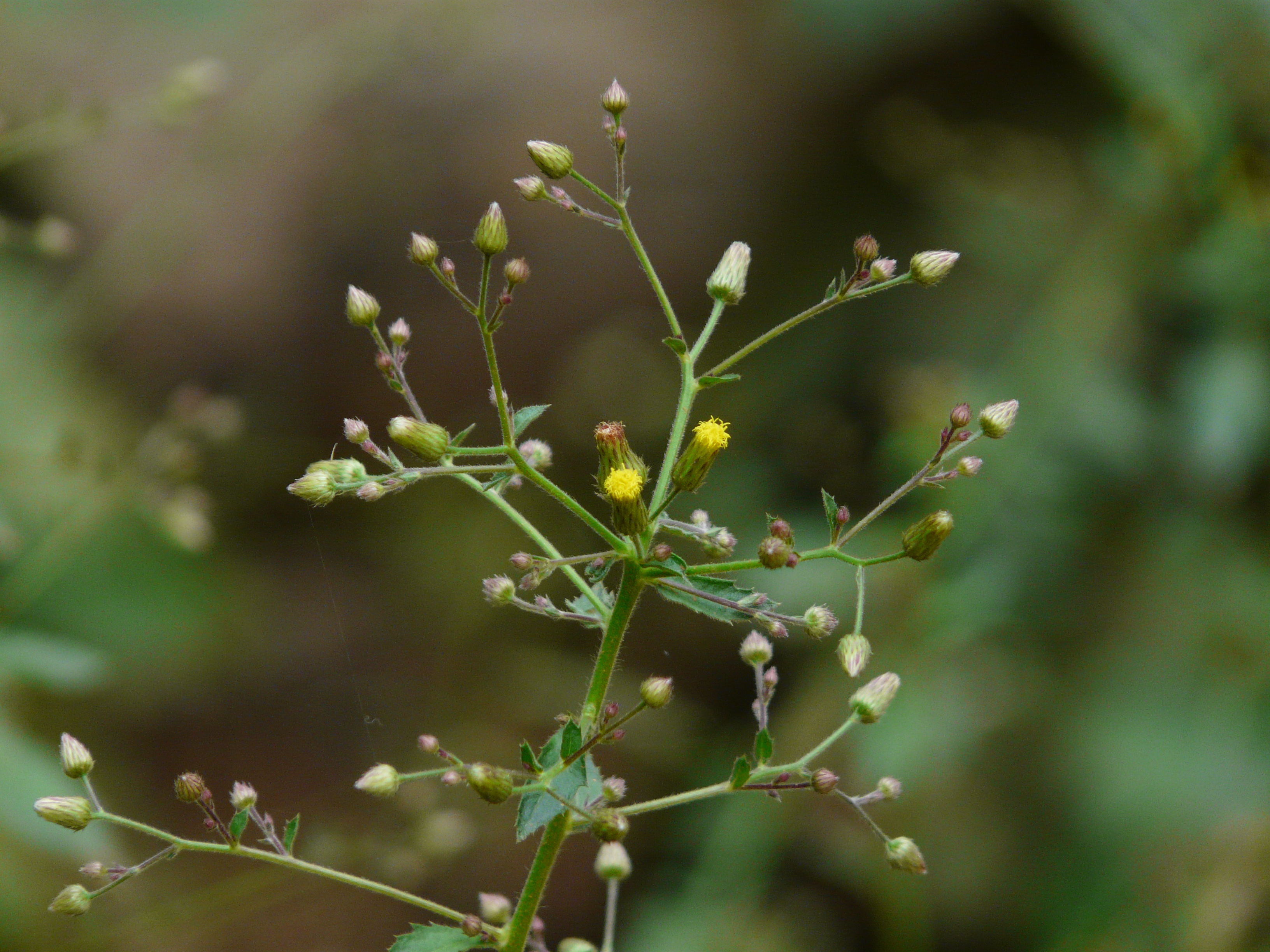
Infiorescenza
Blumea paniculata

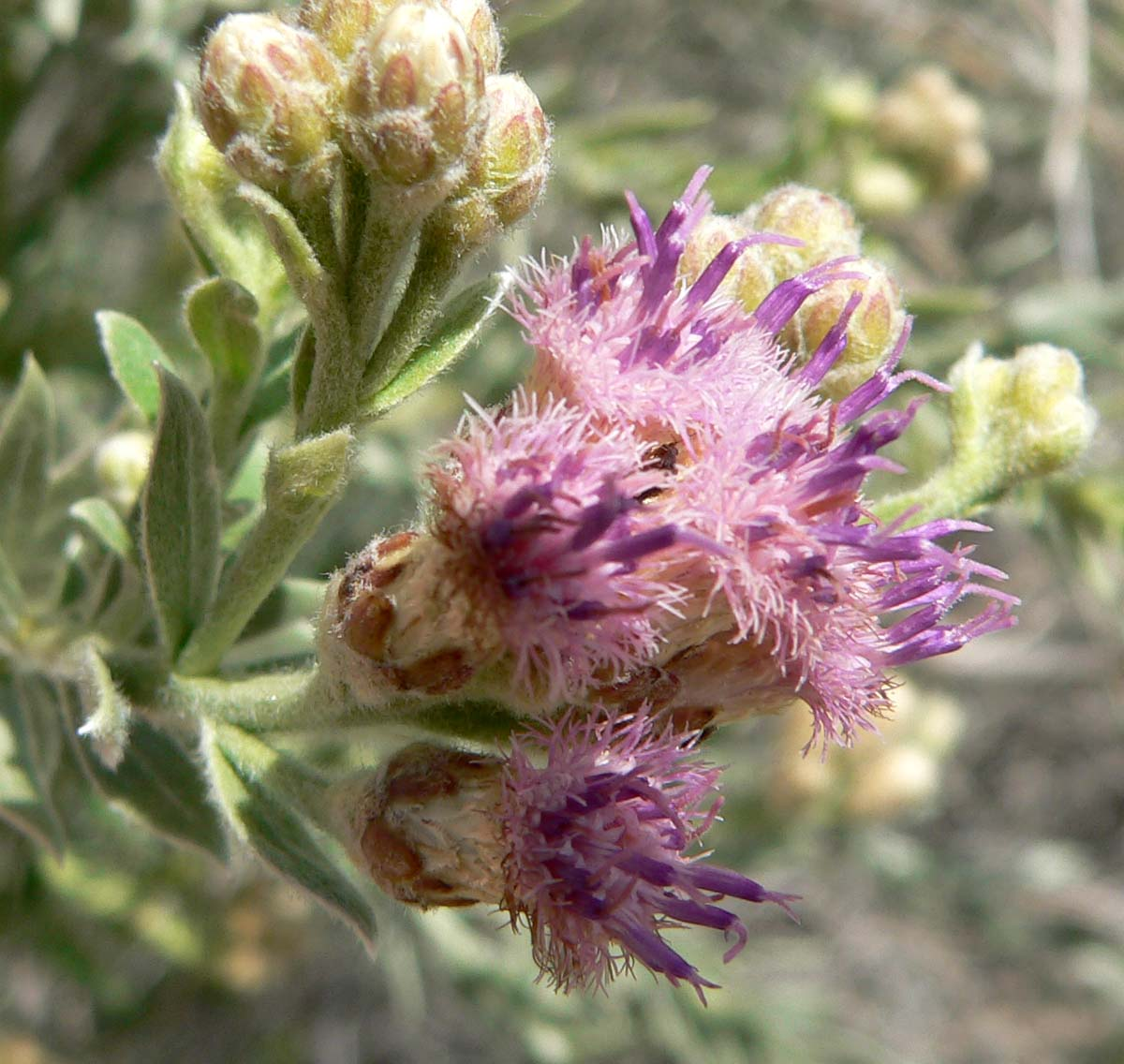
I fiori
Pluchea sericea

Portamento. Le specie di questo genere sono subarbusti (cespugli) o erbe (raramente alberi).
Fusto. La parte sotterranea del fusto consiste prevalentemente in rizomi allungati. La parte aerea del fusto in genere è sprovvista di condotti di resina. Generalmente il floema è privo di strati fibrosi; inoltre sono assenti i tessuti latticiferi. Altezza media: 50 - 200 cm (massimo 500 cm).
Foglie. Le foglie lungo il caule sono disposte in modo alternato o subopposto, sessili o picciolate. La lamina con forme ellittiche, lanceolate, oblanceolate, oblunghe, obovate o ovate e basi abbraccianti o meno, può essere semplice, intera o da seghettata a dentata con superfici pelose.
Infiorescenza. Le infiorescenze sono formate da capolini eterogami sia solitari che in formazioni corimbose. I capolini sono di tipo disciforme e sono formati da un involucro composto da brattee disposte in modo embricato al cui interno un ricettacolo fa da base ai fiori ligulati periferici o fiori del raggio (qui assenti) e ai fiori tubulosi quelli centrali o del disco. L'involucro può essere campanulato, a cupola, cilindrico, emisferico o elicoidale. Le brattee, con forme da ovate a lanceolate o lineari, sono disposte generalmente su 3-6 righe; hanno consistenza erbacea o cartilaginea, ma senza margini ialini; gli stereomi non sono divisi. Il ricettacolo, a protezione della base dei fiori, è sprovvisto di pagliette. Diametro dell'involucro: 3-10 mm.
Fiori.  I fiori sono tetra-ciclici (formati cioè da 4 verticilli: calice – corolla – androceo – gineceo) e pentameri (calice e corolla formati da 5 elementi). Si distinguono in:
- fiori del raggio (esterni): sono mancanti;
- fiori del disco (centrali): sono numerosi con forme brevemente tubulose (attinomorfe); quelli marginali sono femminili da 3 a 10, quelli interni (da 2 a 40) sono funzionalmente maschili.

- Formula fiorale:

*/x K {\displaystyle \infty }, [C (5), A (5)], G 2 (infero), achenio
- Calice: i sepali del calice sono ridotti ad una coroncina di squame.

- Corolla: (solo fiori del disco) la forma è tubulare bruscamente divaricata in 4-5 brevi lobi (è filiforme nei fiori esterni); il colore è bianco o porpora.

- Androceo: l'androceo è formato da 5 stami sorretti da filamenti generalmente liberi; gli stami sono connati e formano un manicotto circondante lo stilo; le teche (produttrici del polline) sono troncate e non sono speronate. La base delle antere può essere lunga o corta con code ramificate oppure no (raramente sono prive di coda). Il tessuto dell'endotecio è a forma radiale. Le cellule del collare dei filamenti sono piatte o di tipo mammelloso.

- Gineceo: il gineceo ha un ovario uniloculare infero formato da due carpelli.[5] Lo stilo è unico e con due stigmi nella parte apicale (a volte è indiviso). Gli stigmi spesso sono provvisti di peli acuti che terminano sopra la biforcazione, oppure da peli ottusi che terminano ben al di sotto della biforcazione. Le superfici stigmatiche confluiscono all'apice, mentre alla base sono separate in due distinte linee (lignee stigmatiche marginali[7]). Il polline è spinuloso.

Frutti.  I frutti sono degli acheni con pappo. Gli acheni, con forme oblungo-cilindriche con 4-8 coste, a volte sono indistinguibili e sono pelosi. Il pappo è formato setole capillari barbate; le setole sono dentate.

## Biologia
Impollinazione: l'impollinazione avviene tramite insetti (impollinazione entomogama tramite farfalle diurne e notturne).

Riproduzione: la fecondazione avviene fondamentalmente tramite l'impollinazione dei fiori (vedi sopra).

Dispersione: i semi (gli acheni) cadendo a terra sono successivamente dispersi soprattutto da insetti tipo formiche (disseminazione mirmecoria). In questo tipo di piante avviene anche un altro tipo di dispersione: zoocoria. Infatti gli uncini delle brattee dell'involucro (se presenti) si agganciano ai peli degli animali di passaggio disperdendo così anche su lunghe distanze i semi della pianta. Inoltre per merito del pappo (se presente) il vento può trasportare i semi anche a distanza di alcuni chilometri (disseminazione anemocora).

## Distribuzione e habitat
Le specie di questo genere sono distribuite in tutti i continenti esclusa l'Europa.

## Sistematica
La famiglia di appartenenza di questa voce (Asteraceae o Compositae, nomen conservandum) probabilmente originaria del Sud America, è la più numerosa del mondo vegetale, comprende oltre 23.000 specie distribuite su 1.535 generi, oppure 22.750 specie e 1.530 generi secondo altre fonti (una delle checklist più aggiornata elenca fino a 1.679 generi). La famiglia attualmente (2021) è divisa in 16 sottofamiglie; la sottofamiglia Asteroideae è una di queste e rappresenta l'evoluzione più recente di tutta la famiglia.

### Filogenesi
La tribù Inuleae (comprendente le Inulinae) è una delle 21 tribù della sottofamiglia Asteroideae). Da un punto di vista filogenetico, la tribù Inuleae, all'interno della sottofamiglia, fa parte del gruppo "Helianthodae". La sottotribù Plucheinae  è caratterizzata da corolle con varie tonalità di rosa, malva o porpora, con stigmi ricoperti di peli acuti, ma senza la caratteristica di avere dei grandi cristalli di ossalato nelle cellule dell'epidermide dell'achenio.
La sottotribù è divisa in vari subcladi. Il genere di questa voce appartiene ad un clade interno (il "core" della sottotribù ) formato dai generi Coleocoma, Cylindrocline, Epaltes, Karelinia, Laggera, Pluchea, Porphyrostemma, Sphaeranthus, Streptoglossa e Tessaria.
Come attualmente è circoscritto, il genere Pluchea è un gruppo eterogeneo di specie variabili sia per portamento (da alberi e arbusti a specie erbacee) che per la morfologia fogliare, floreale e frutticola.<eFloras/> 
I caratteri distintivi del genere sono:
- le sinflorescenze in genere sono corimbose;
- le setole del pappo hanno dei denti eretto-patenti.

Il numero cromosomico delle specie di questo genere è: 2n = 20 e 30.

### Elenco delle specie
Questo genere ha 61 specie:
A - B
- Pluchea alata A.R.Bean
- Pluchea aphanantha Humbert
- Pluchea arabica (Boiss.) Qaiser & Lack
- Pluchea arguta Boiss.
- Pluchea baccharis (Mill.) Pruski
- Pluchea baccharoides F.Muell. ex Benth.
- Pluchea bequaertii Robyns
- Pluchea bojeri (DC.) Humbert

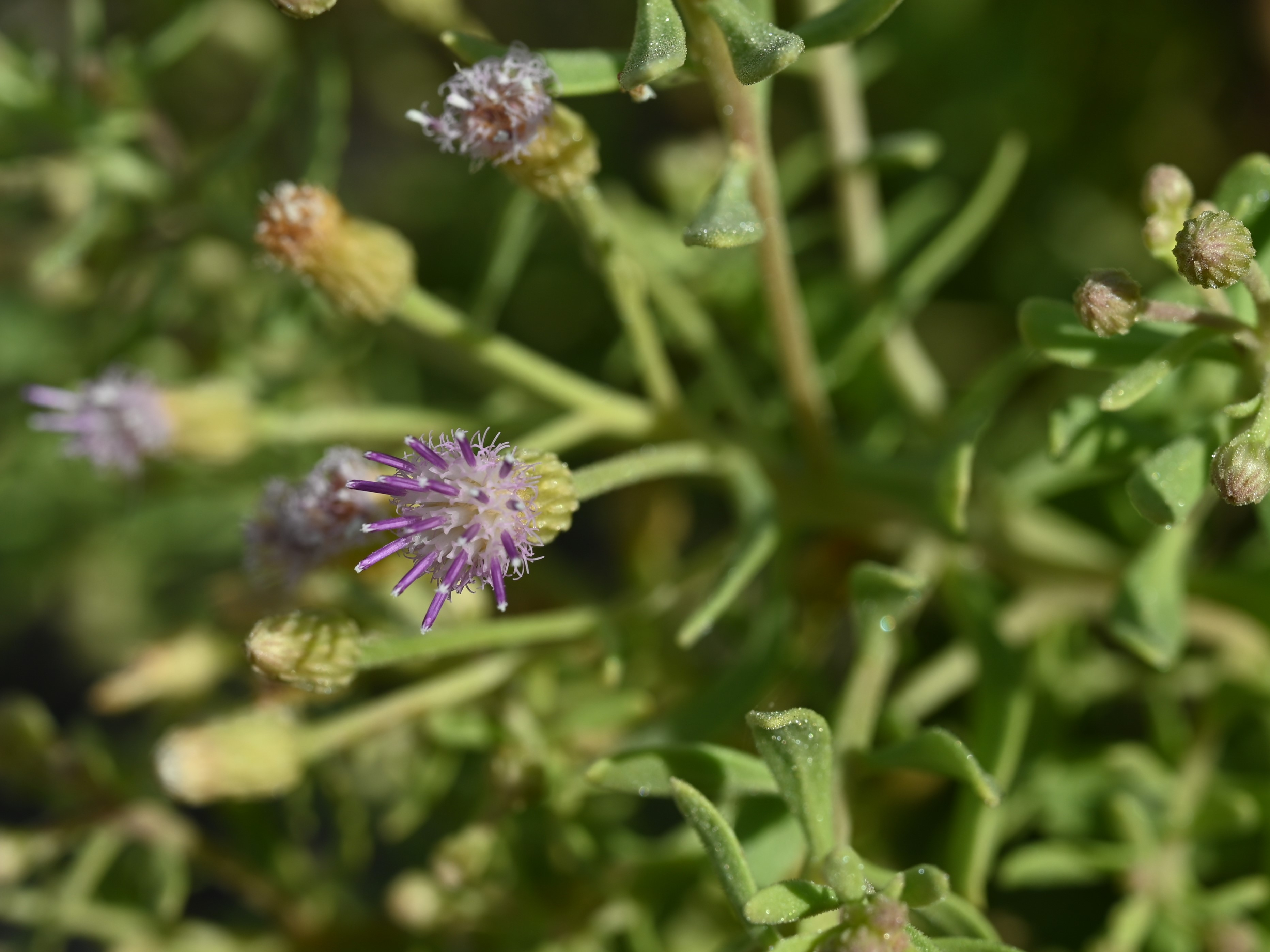
Pluchea arabica
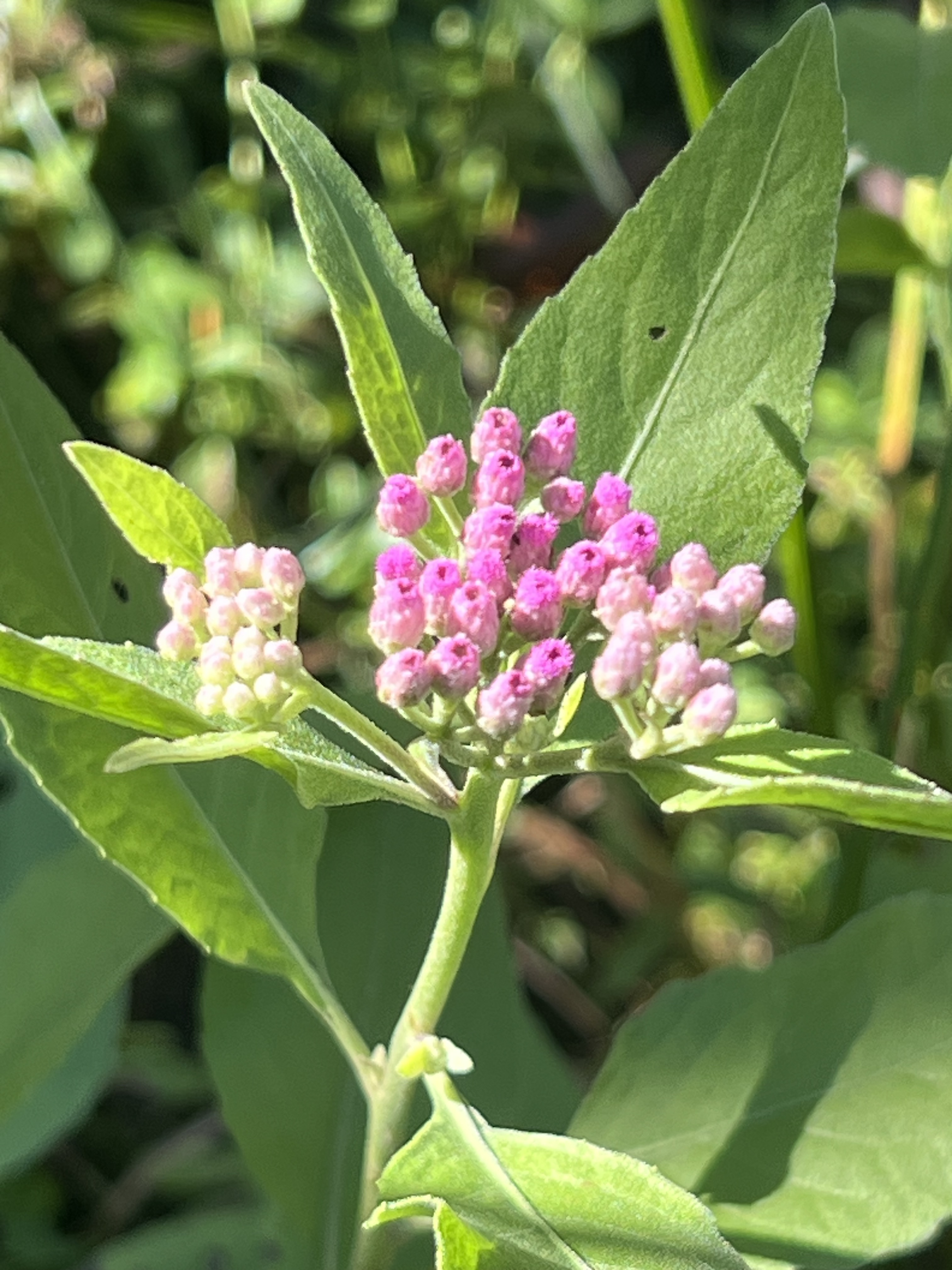
Pluchea baccharis
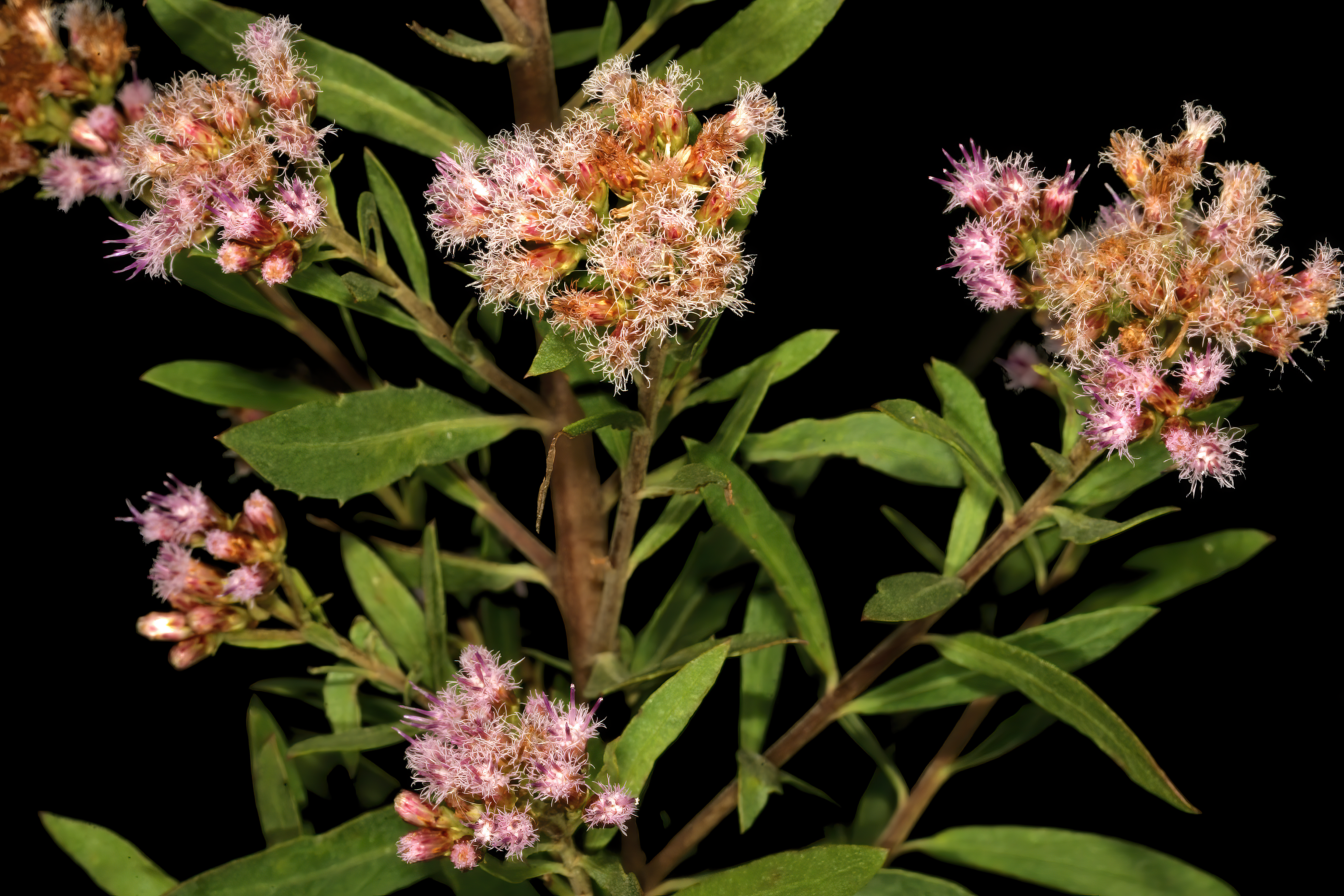
Pluchea bojeri

C - D
- Pluchea camphorata (L.) DC.
- Pluchea carolinensis (Jacq.) G.Don
- Pluchea chingoyo DC.
- Pluchea dentex R.Br. ex Benth.
- Pluchea dioscoridis (L.) DC.
- Pluchea doniana Kurz
- Pluchea dunlopii Hunger

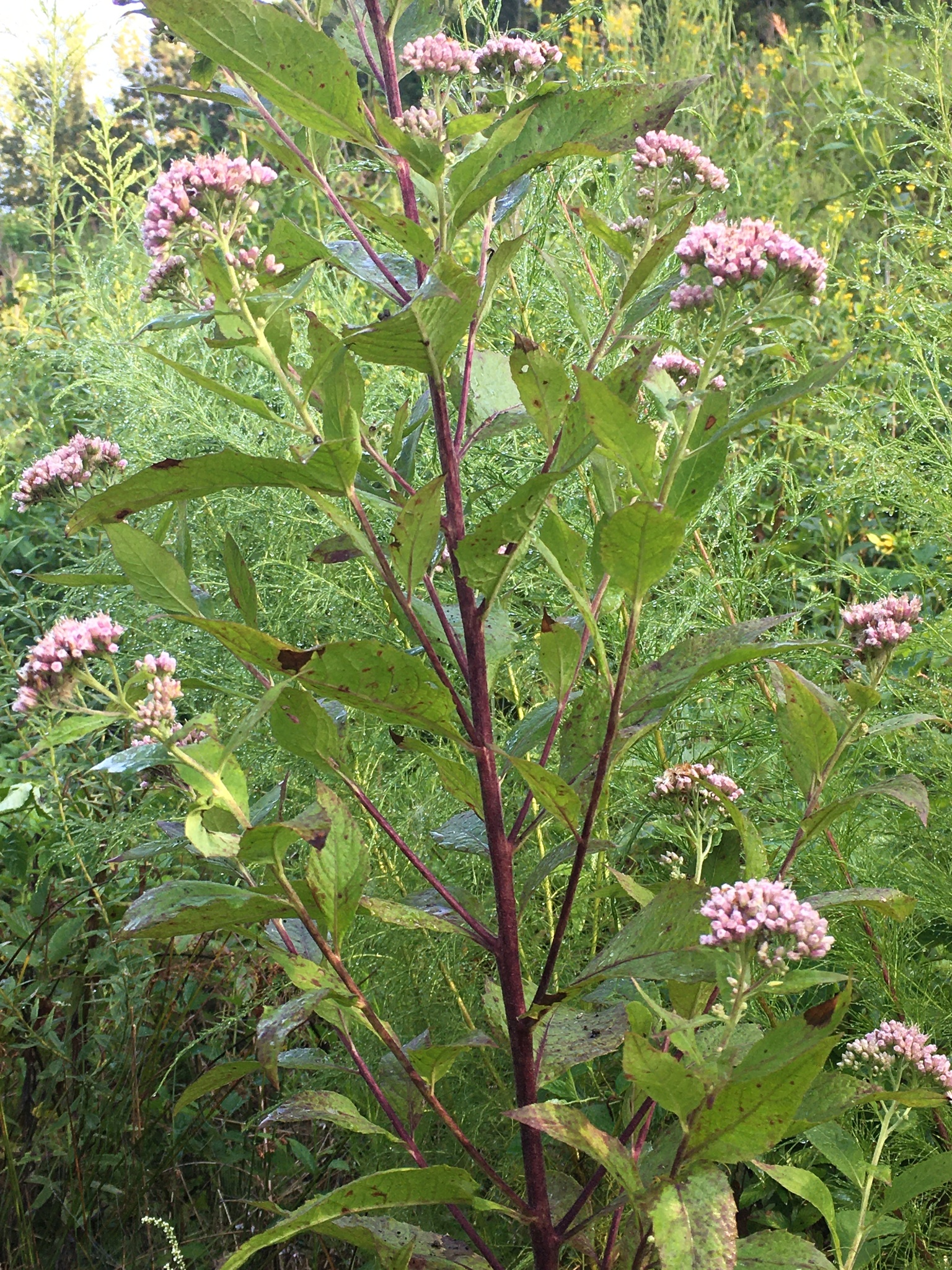
Pluchea camphorata
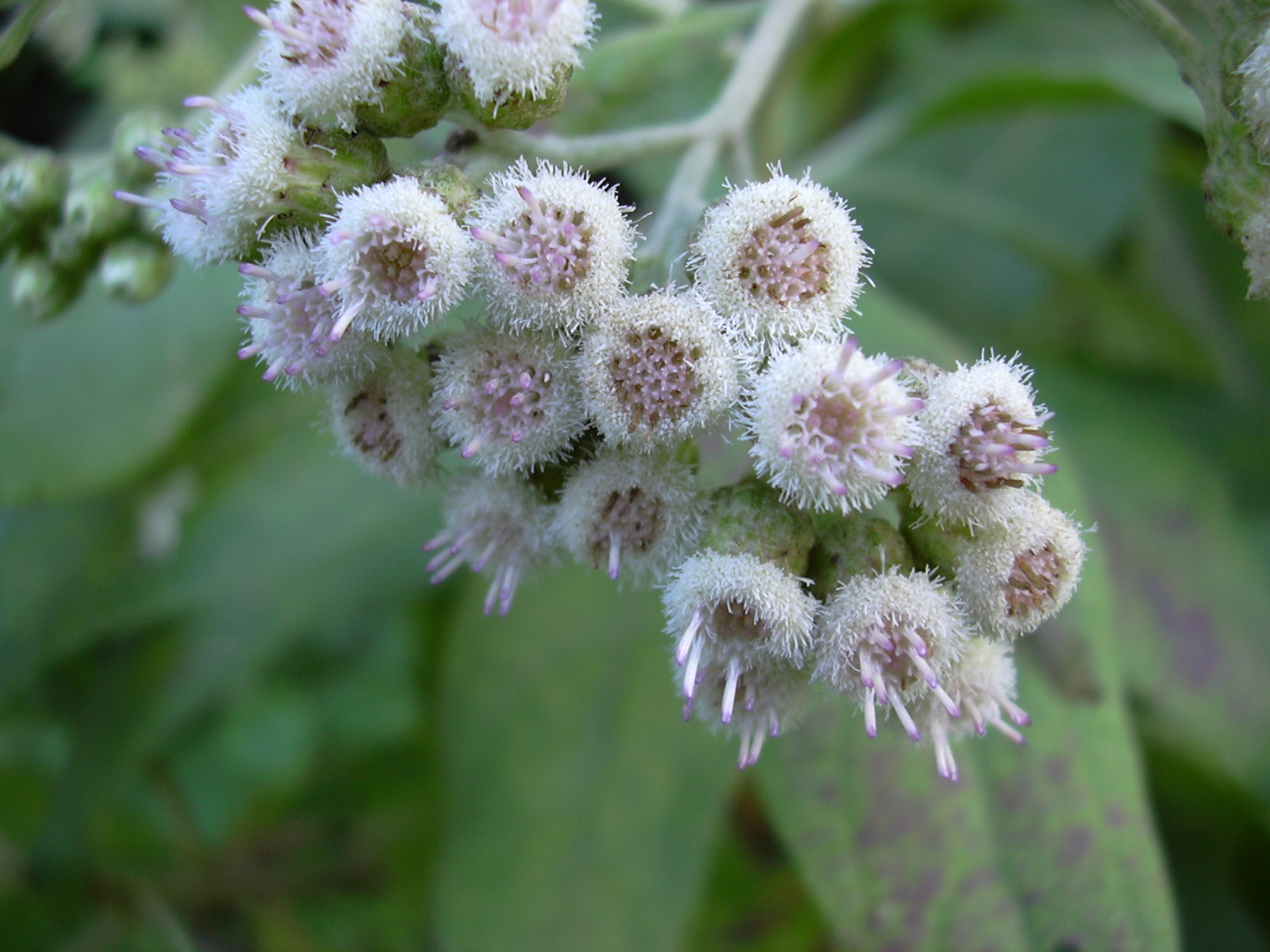
Pluchea carolinensis
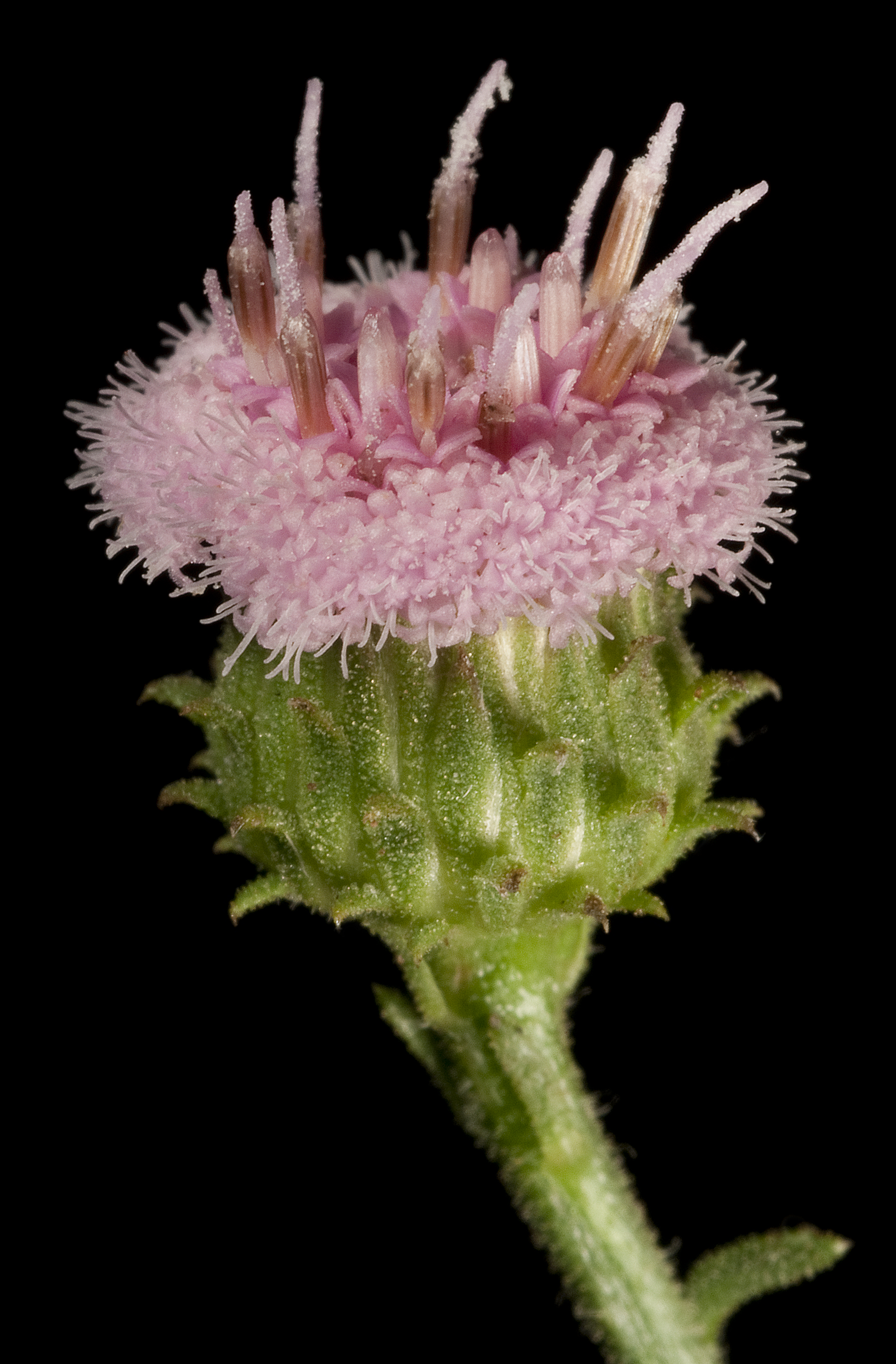
Pluchea dentex
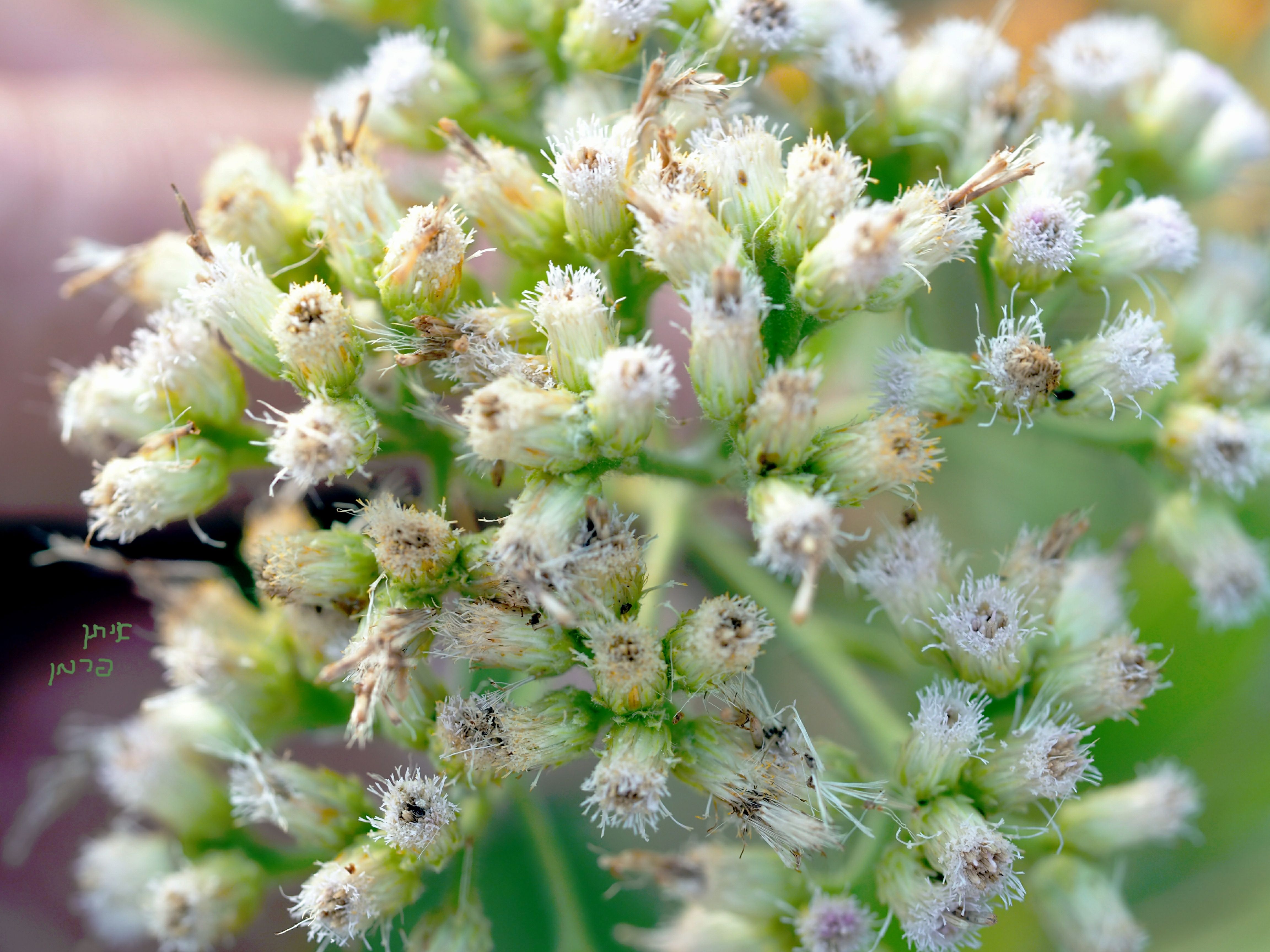
Pluchea dioscoridis
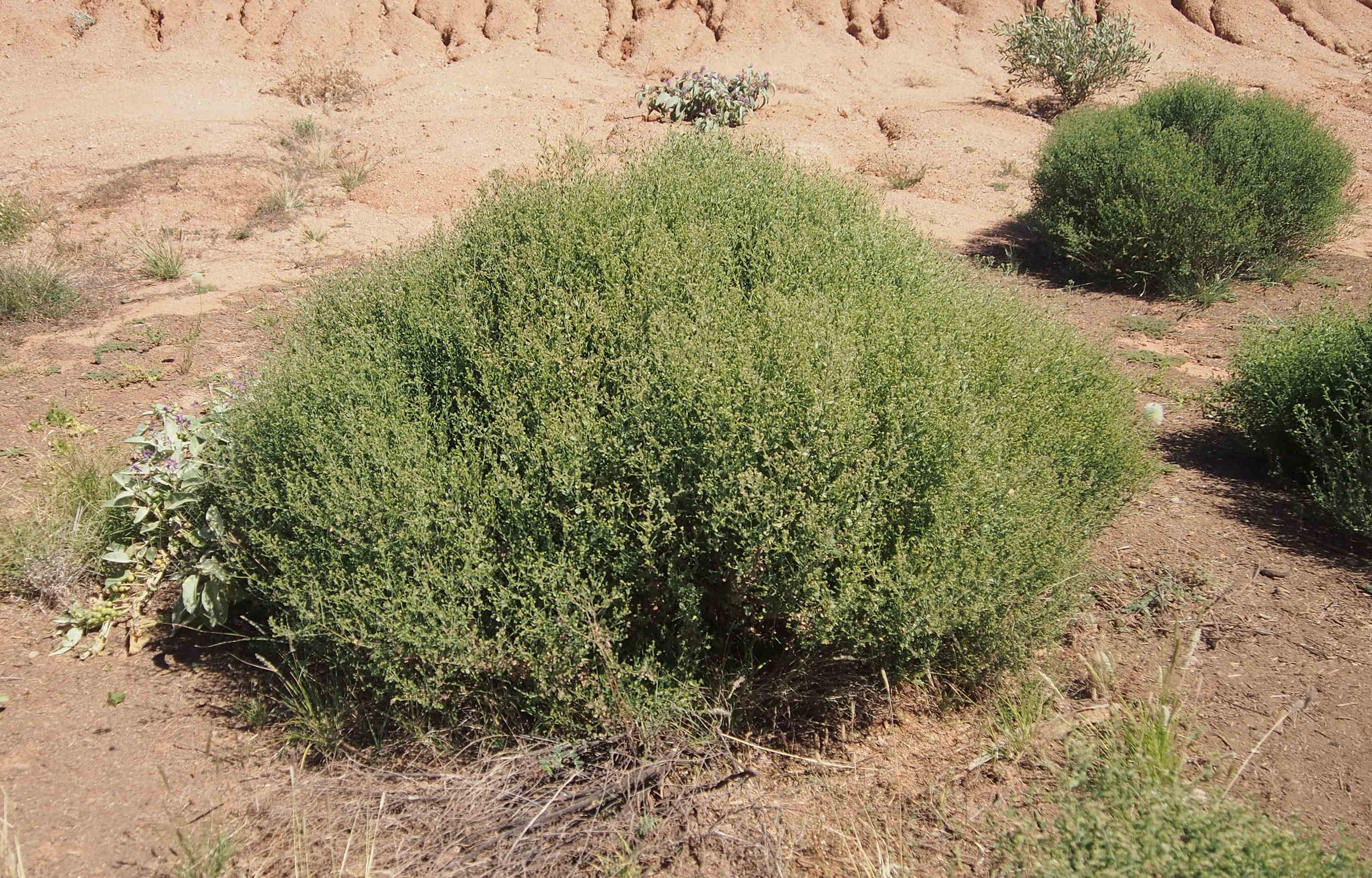
Pluchea dunlopii

E - F - G - H - I
- Pluchea eupatorioides Kurz
- Pluchea ferdinandi-muelleri Domin
- Pluchea fiebrigii H.Rob. & Cuatrec.
- Pluchea foetida (L.) DC.
- Pluchea glutinosa Balf.f.
- Pluchea grevei Humbert
- Pluchea heterophylla Vatke
- Pluchea indica (L.) Less.

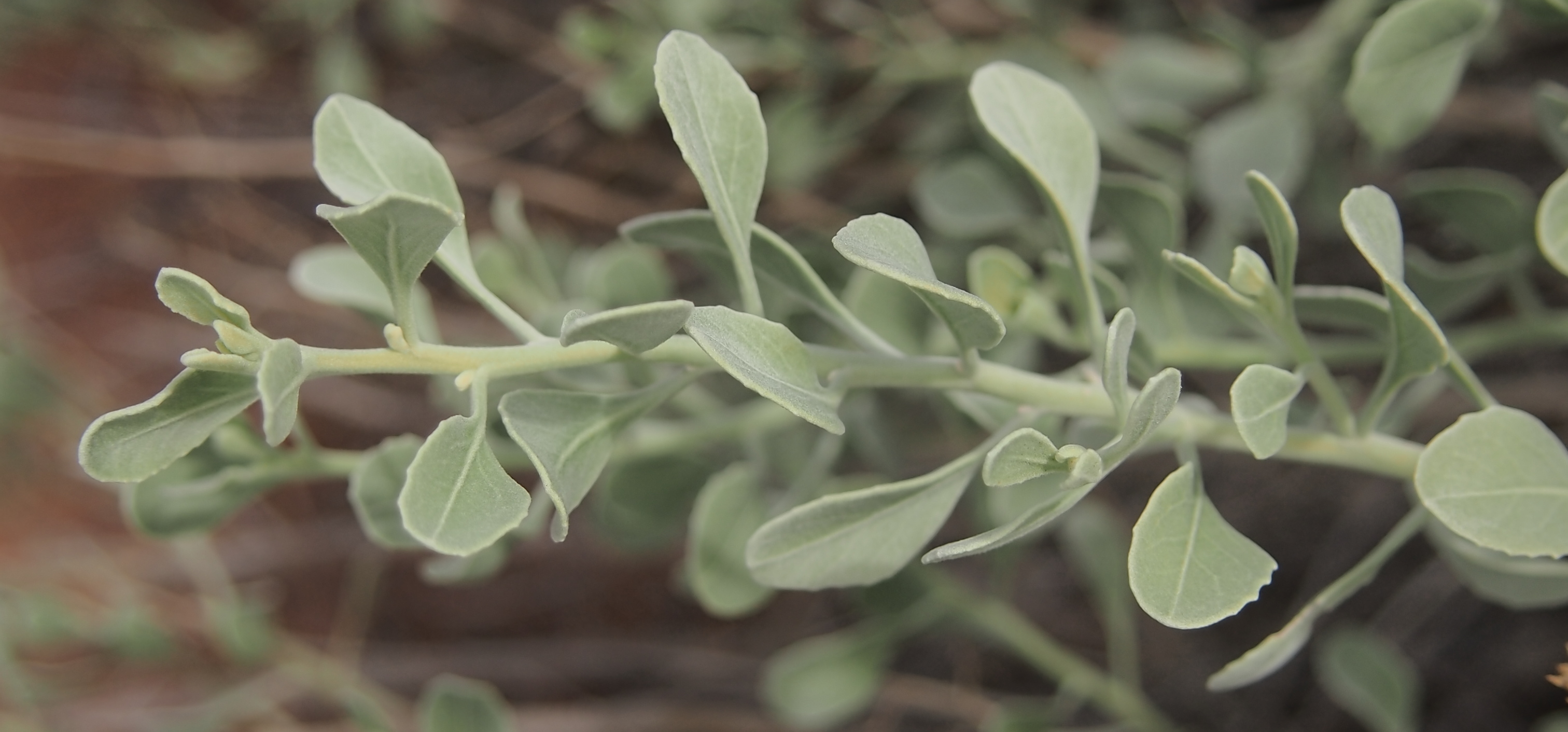
Pluchea ferdinandi-muelleri
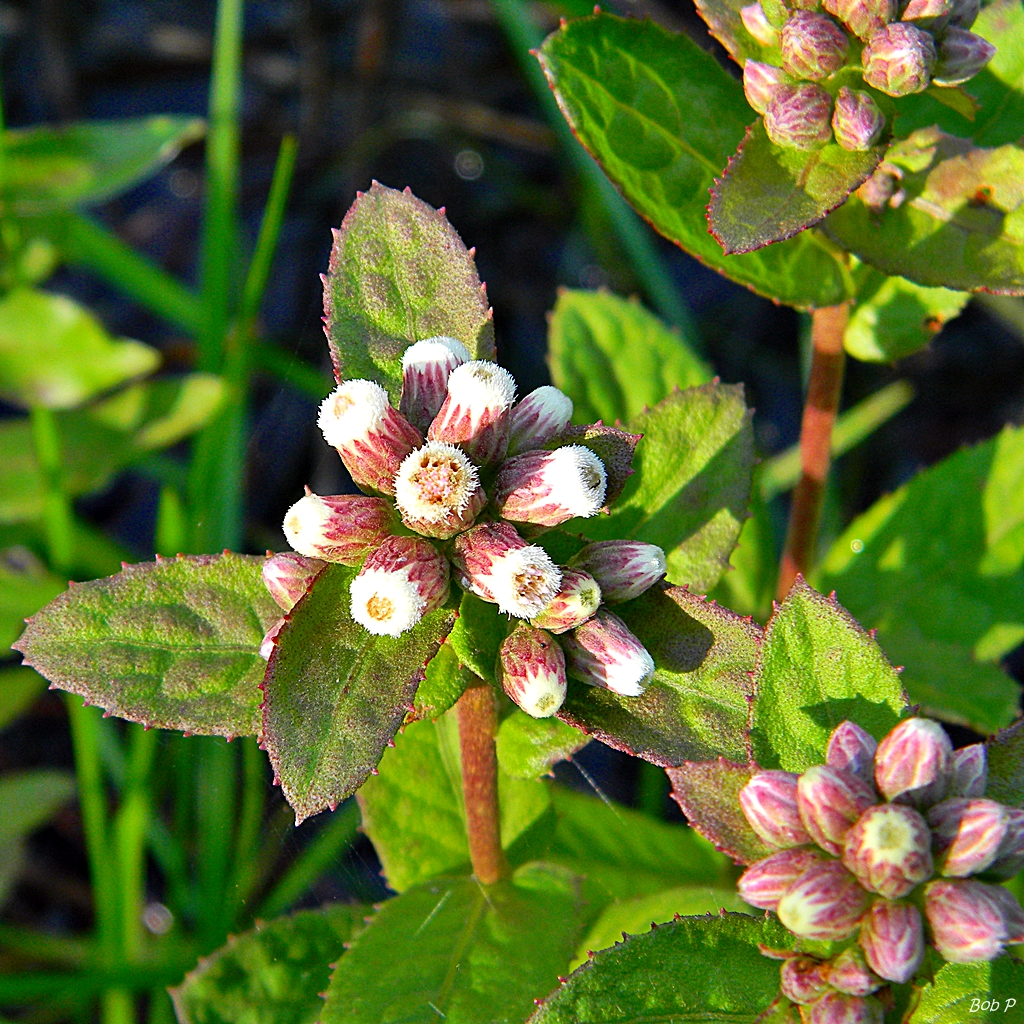
Pluchea foetida
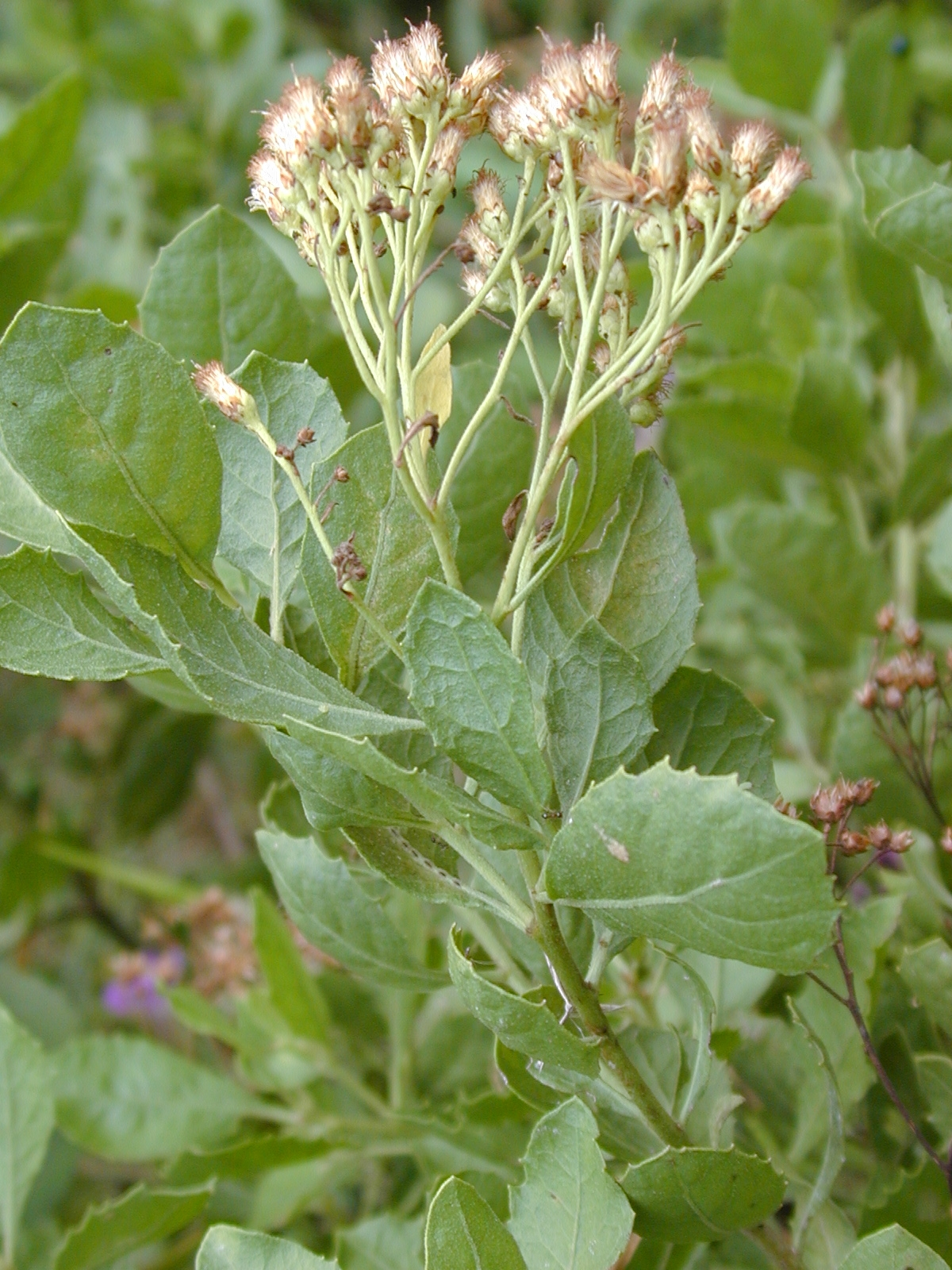
Pluchea indica

K - L
- Pluchea kelleri (Thell.) Thulin
- Pluchea lanceolata (DC.) C.B.Clarke
- Pluchea laxiflora Hook. & Arn. ex Baker
- Pluchea linearifolia C.B.Clarke
- Pluchea littoralis Thulin
- Pluchea longifolia Nash
- Pluchea longiseta A.R.Bean
- Pluchea lucens Thulin
- Pluchea lycioides (Hiern) Merxm.

M - N - O
- Pluchea macdonnellensis Albr. & A.R.Bean
- Pluchea mesotes A.R.Bean
- Pluchea mexicana (R.K.Godfrey) G.L.Nesom
- Pluchea microcephala R.K.Godfrey
- Pluchea nogalensis Chiov.
- Pluchea oblongifolia DC.
- Pluchea obovata Balf.f.
- Pluchea odorata (L.) Cass.
- Pluchea ovalis (Pers.) DC.

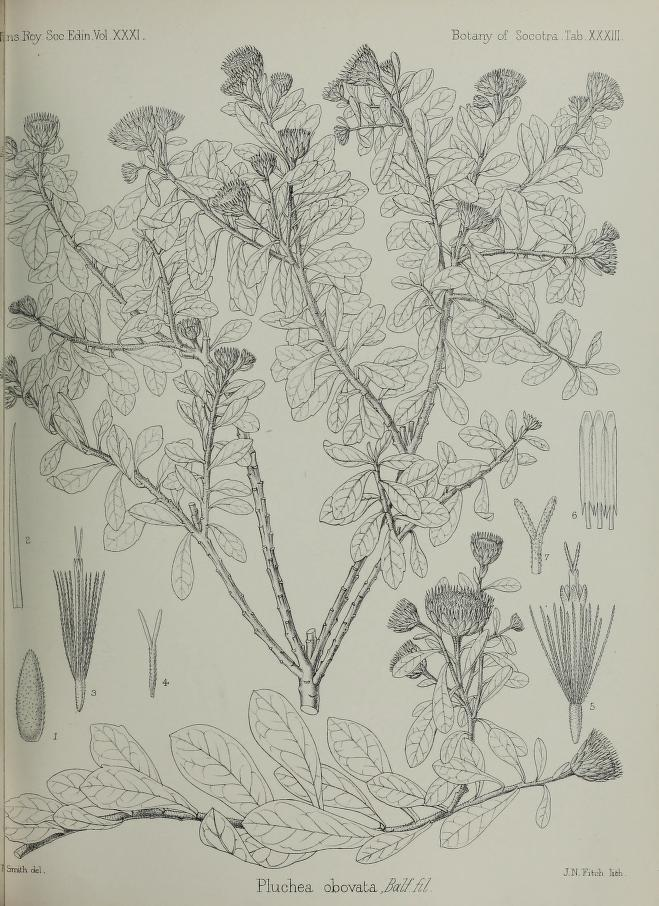
Pluchea obovata
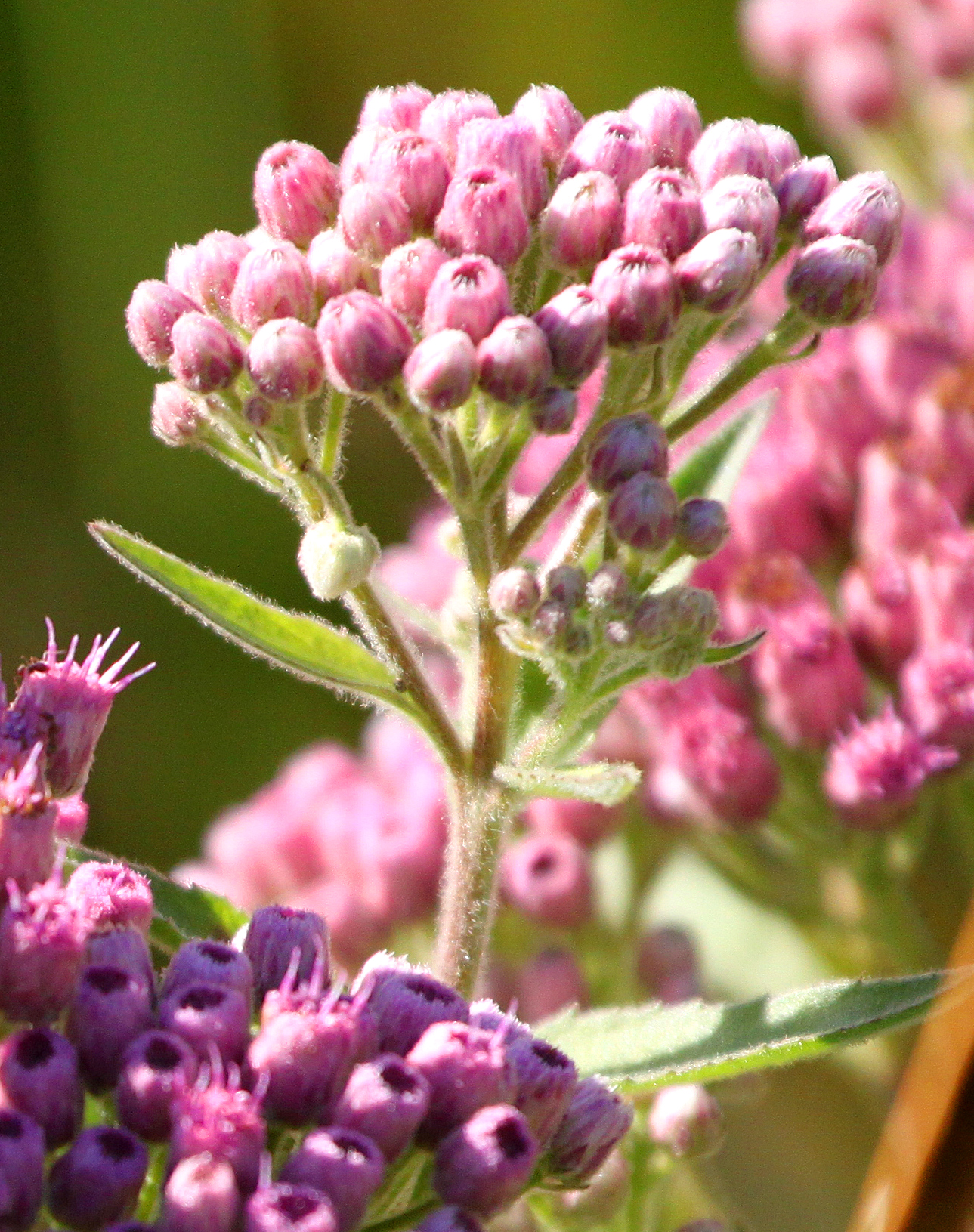
Pluchea odorata
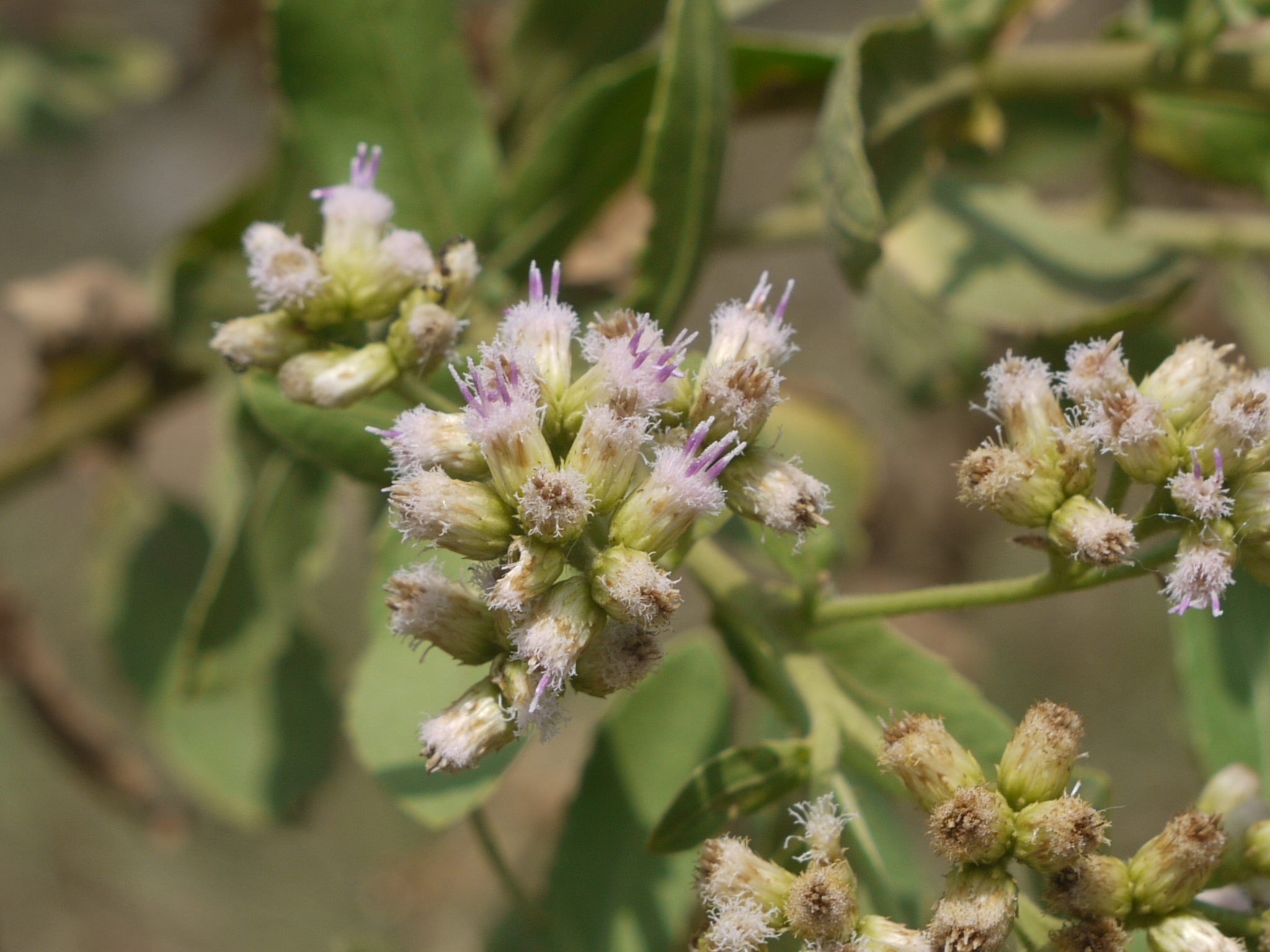
Pluchea ovalis

P - R - S
- Pluchea paniculata (Willd.) Karthik. & Moorthy
- Pluchea parvifolia (A.Gray) R.K.Godfrey
- Pluchea polygonata (DC.) Gagnep.
- Pluchea pteropoda Hemsl.
- Pluchea punctata A.R.Bean
- Pluchea rubelliflora (F.Muell.) B.L.Rob.
- Pluchea rufescens (DC.) A.J.Scott
- Pluchea sagittalis (Lam.) Cabrera
- Pluchea salicifolia (Mill.) S.F.Blake
- Pluchea sarcophylla Chiov.
- Pluchea sericea (Nutt.) Coville
- Pluchea somaliensis (Thell.) Thulin
- Pluchea sordida Oliv. & Hiern
- Pluchea succulenta Mesfin

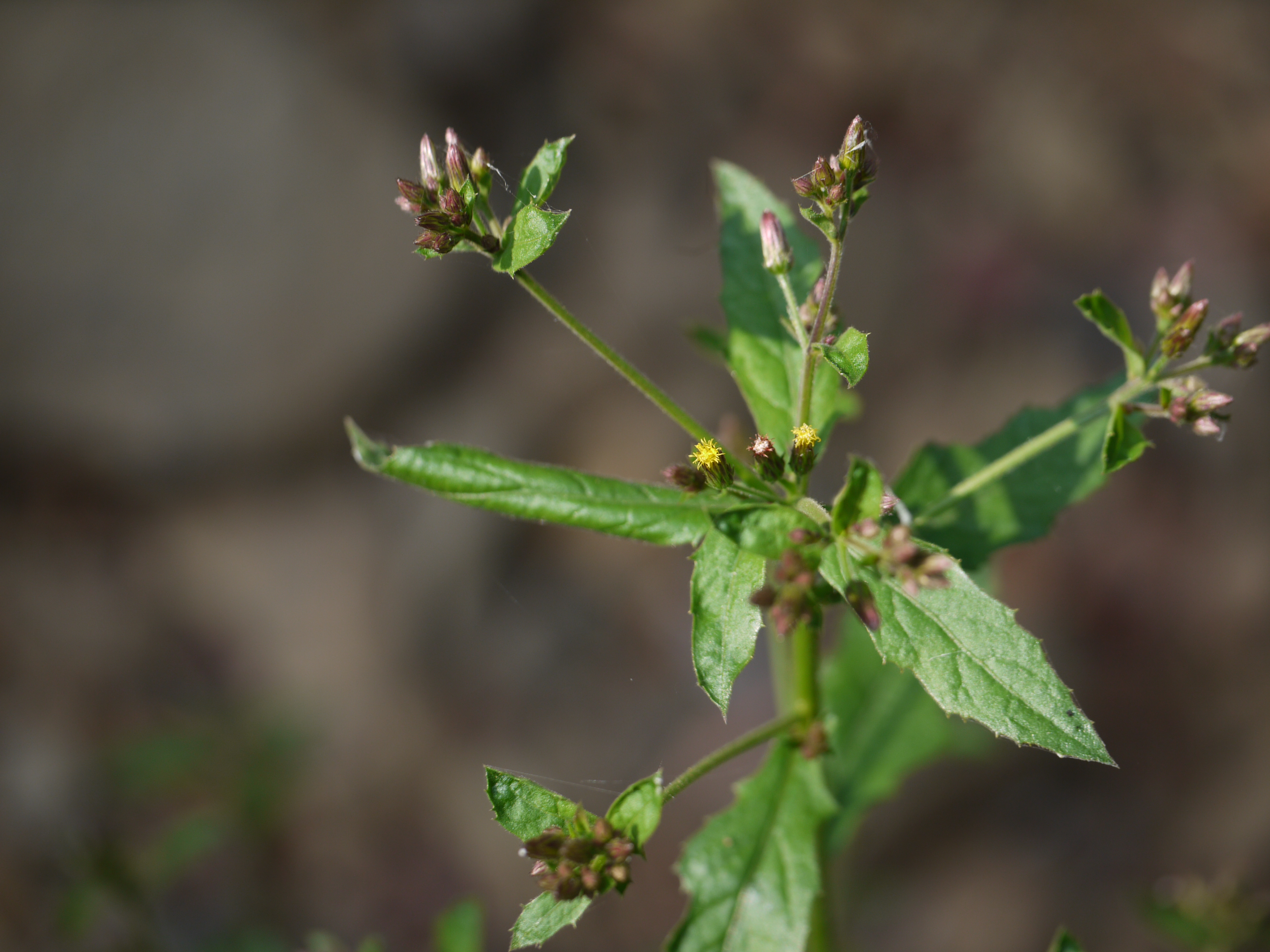
Pluchea paniculata
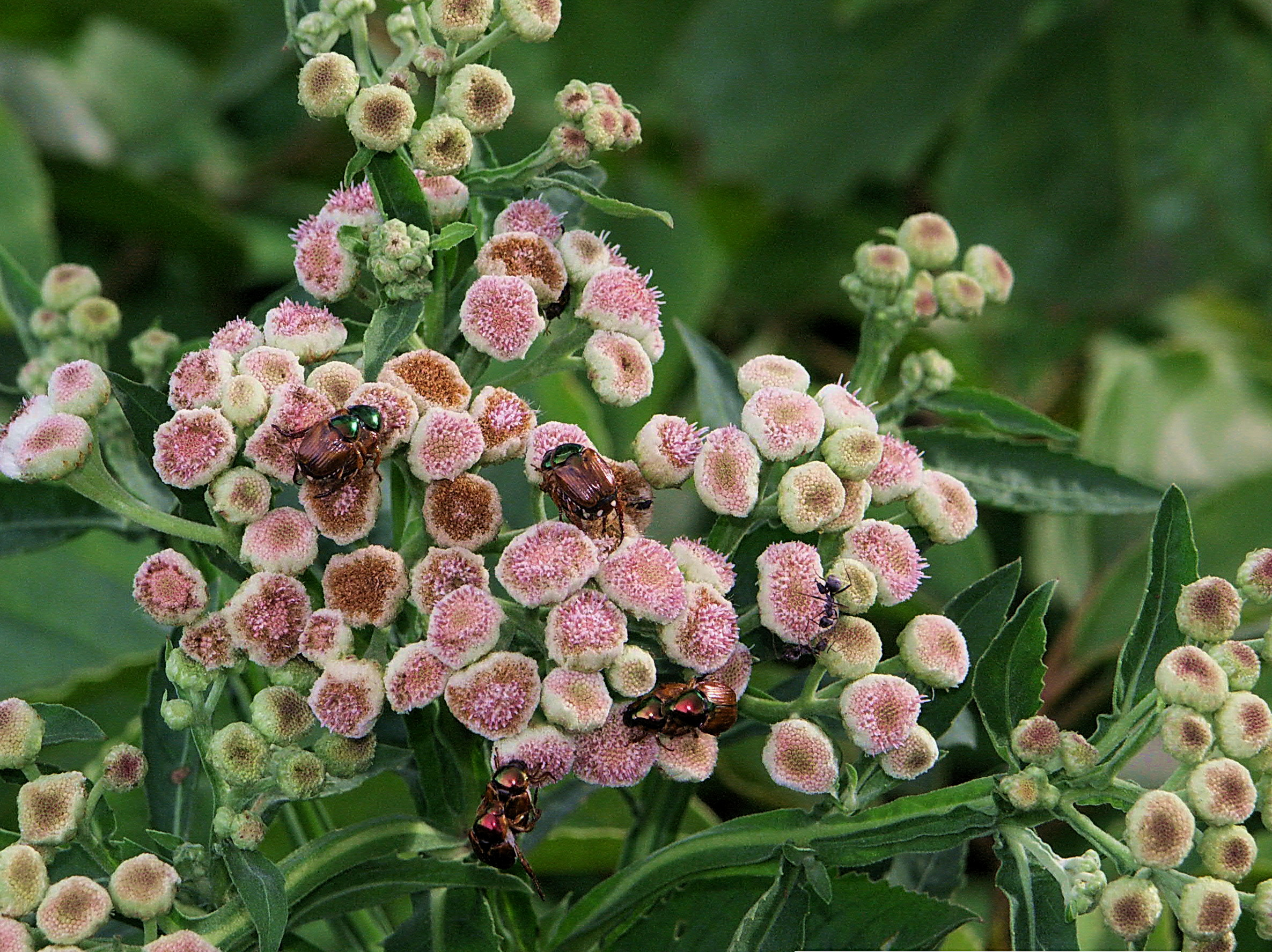
Pluchea sagittalis
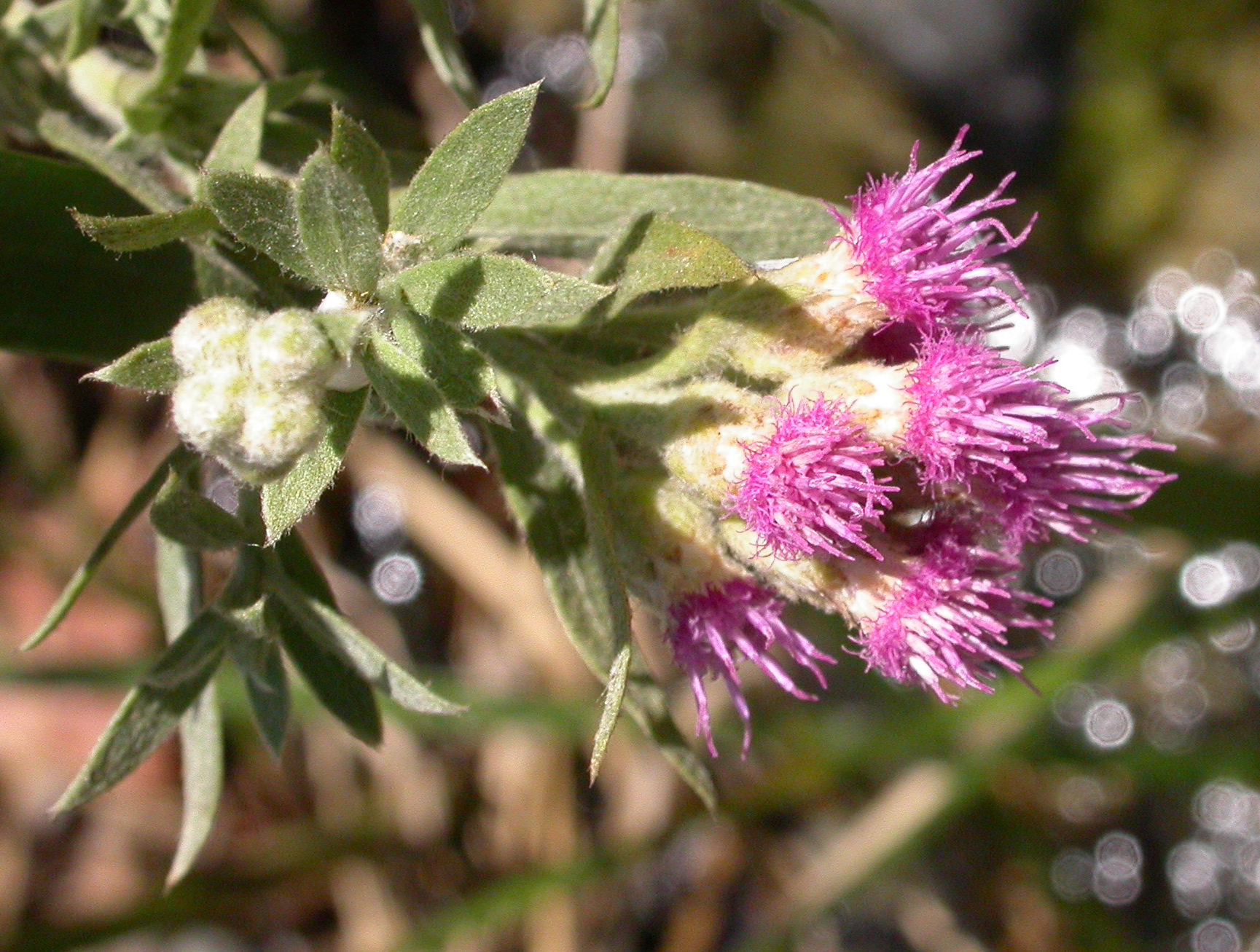
Pluchea sericea

T - W - X - Y - Z
- Pluchea tenuis A.R.Bean
- Pluchea tetranthera F.Muell.
- Pluchea wallichiana DC.
- Pluchea xanthina A.R.Bean
- Pluchea yucatanensis G.L.Nesom
- Pluchea zamalloae (Cabrera) H.Rob. & Cuatrec.

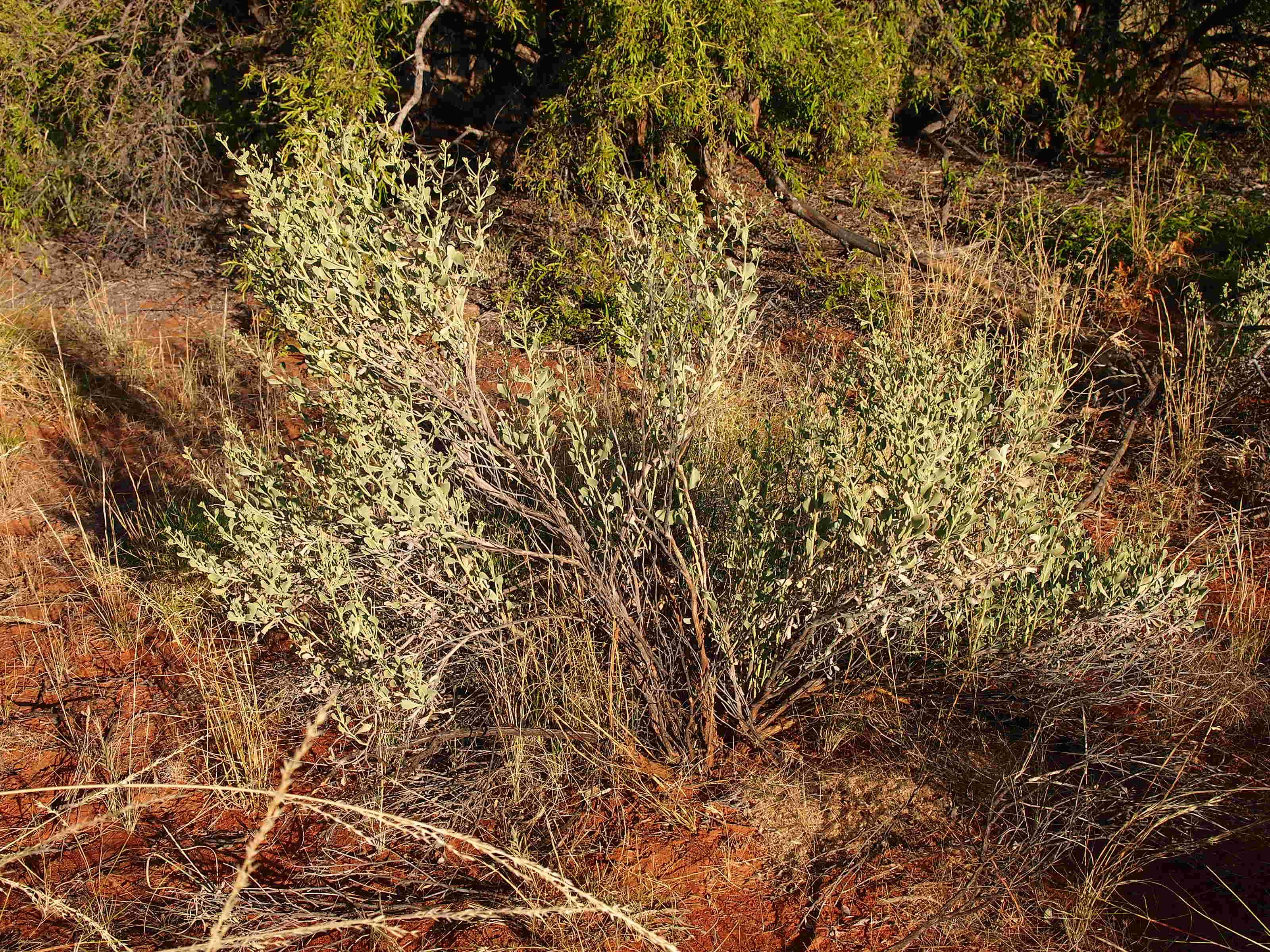
Pluchea tetranthera

### Sinonimi
Sono elencati alcuni sinonimi per questa entità:
- Berthelotia DC.
- Eremohylema  A.Nelson
- Eyrea  F.Muell.
- Gymnostylis  Raf.
- Gynema  Raf.
- Spiropodium  F.Muell.
- Stylimnus  Raf.
- Tanaxion  Raf.